# 塔拉克
塔拉克或译特拉格（阿拉伯语：‎）是伊斯蘭教“休妻”的意思，因穆斯林男子对婚姻具有决定权，男子离婚较女子而言较为轻率。当穆斯林男子说出塔拉克后，无论女方同意与否，婚姻视为无效。若双方想要复婚，须请来阿訇念经并重新举行婚礼仪式。若女方不愿复婚，则需等待一百天后才可改嫁。若男子连续说出三个塔拉克，意为男子想永久断绝关系。此时若男子再想复婚，则必须待到女子同他人结婚至第二次离婚后才可以。

## 三遍塔拉克式离婚
穆斯林世界，普遍存在男性一次说三遍塔拉克离婚的习俗。近代以来，各国法律对三遍塔拉克式离婚的合法性有不同规定。
随着现代通讯的发展，当代穆斯林男子甚至无需面对女方，仅用手机短信、电子邮件、通讯软件、社交软件等通讯方式发出三个“塔拉克”单词就可以完成离婚。针对这种情况，各国司法部门又有不同的处理。由于伊斯兰国家普遍承认一夫多妻的合法性，三遍塔拉克式离婚不会影响男性再婚的合法性，但女性再婚的合法性可能得不到认可。

## 各国法律规定
当代穆斯林国家对三遍塔拉克离婚的合法性有不同规定。有报道称有二十多个国家禁止，包括巴基斯坦、孟加拉国。
非穆斯林国家中，印度宪法曾允许穆斯林社群依照宗教习惯管理结婚、离婚和继承等事务，具有合法性，但该国最高法庭于2017年8月22日裁定相关规定违宪，自此禁止此项习俗。在中华人民共和国成立后，随着《中华人民共和国婚姻法》的贯彻，这种习俗在中國穆斯林社群中逐渐消失。